# 6. århundrede
5. århundrede – 6. århundrede – 7. århundrede – andre århundreder
Det 6. århundrede består helt præcist af årene 501 til 600, mens 500-tallet som består af årene 500 til 599. I praksis bruges de to betegnelser dog synonymt.
Den Justianske Pest hægede i dette århundrede. Det menes at være et udbrud af pest forårsaget af bakterien Yersinia pestis.